# Годяйкино
Годяйкино (рос. Годяйкино) — село в Базарносизганському районі Ульяновської області Російської Федерації.
Населення становить 209 осіб. Входить до складу муніципального утворення Сосновоборське сільське поселення.

## Історія
Від 2004 року входить до складу муніципального утворення Сосновоборське сільське поселення.

## Населення
| 2010 |
| ---- |
| 209  |